# Michel Faber
Michel Faber, född 13 april 1960 i Haag, Nederländerna, är en nederländsk/australisk/skotsk författare, som skriver på engelska.
Han flyttade till Australien när han var sju år och växte upp i förorter till Melbourne. 1993 flyttade han med sin fru till en gård i nordöstra Skottland.
Hans debutroman, Under skinnet, nominerades till The Whitbread First Novel år 2000. På svenska finns även Sugar – kvinnan som steg ut ur mörkret, som fick stor uppmärksamhet när den utkom år 2002 (på svenska 2003) och har översatts till många språk. I Sverige ges han ut av Brombergs bokförlag.